# وليام هيل
وليام هيل (بالإنجليزية William Hale) كان سياسيا أمريكيا شغل هيل منصب حاكم على إقليم وايومنغ في نهايات القرن التاسع عشر.

## حياته
ولد وليام هيل في 18 تشرين الثاني - نوفمبر من سنة 1837 في نيو لندن بولاية آيوا الأمريكية . في عام 1868 أصبح هيل عضوا في الحزب الجمهوري في 18 تموز - يوليو من سنة 1882 قام الرئيس الأمريكي آنذاك تشستر آرثر بتعين وليام هيل حاكما على إقليم وايومنغ وقد شغل وليام هيل هذا المنصب إلى وفاته في 13 كانون الثاني - يناير من سنة 1885 في مدينة شايان بإقليم وايومنغ .